# Championnats d'Afrique de boxe amateur 1998
Navigation
Édition précédente Édition suivante
La 10e édition des championnats d'Afrique de boxe amateur s'est déroulée à la Salle Harcha Hassen d'Alger, Algérie, du 7 au 17 mai 1998. 
Le ministre de la Jeunesse et des Sports Aziz Derouaz, la présidente de l'APC de Sidi M'Hamed, le président de la Fédération algérienne de boxe et son Homologue de la Confédération africaine de boxe, le Tunisien Tayeb Houichi, ont assisté à la céremonie d'ouverture et de clôture de cet événement.

## Résultats

### Podiums
| Catégories                    | Or                  | Argent               | Bronze                                       |
| Poids mi-mouches (-48 kg)     | Redha Boualem       | Anicet Rasoanaivo    | R. Matulie Joseph A.                         |
| Poids mouches (-51 kg)        | Hichem Blida        | Elliot Mmila         | Guy-Elie Boulingui Célestin Augustin         |
| Poids coqs (-54 kg)           | Moez Zemzeni        | Anyetei Laryea       | Laurent Bla Jeffrey Mathebula                |
| Poids plumes (-57 kg)         | Hicham Nafil        | Redha Abboud         | Simphiwe Nongqayi Ramon N.                   |
| Poids légers (-60 kg)         | Mamadou Sow         | Elvis Makama         | Robert Osiobe Enenuwedia Ben Neequays        |
| Poids super-légers (-63,5 kg) | Mohamed Allalou     | Mohamed Ben Naceur   | Olusegun Ajose Jean de Dieu Soloniaina       |
| Poids welters (-67 kg)        | Kamel Chater        | Ernest Atangana Mboa | P. Sidles Benamar Meskine                    |
| Poids super-welters (-71 kg)  | Mohamed Hikal       | Adbelghani Kinzi     | Noureddine O. James Obede Toney              |
| Poids moyens (-75 kg)         | Abdelaziz Touilbini | Daniel Sackey        | El Hadji Djibril Fall Sackey Shivute         |
| Poids mi-lourds (-81 kg)      | Mohamed Bahari      | Henry M.             | Mohamed E. Charles Adamu                     |
| Poids lourds (-91 kg)         | Nedjadi Belahouel   | Georges Akono        | Mustafa Amrou (une seule médaille de bronze) |
| Poids super-lourds (+91 kg)   | Mohamed Azzaoui     | Ahmed Abdel Samad    | R. Isovotei Sami Djendoubi                   |

### Tableau des médailles
| Place   | Pays              | Médaille d'or, Afrique | Médaille d'argent, Afrique | Médaille de bronze, Afrique | Total |
| ------- | ----------------- | ---------------------- | -------------------------- | --------------------------- | ----- |
| 1       | Algérie           | 7                      | 2                          | 1                           | 10    |
| 2       | Tunisie           | 2                      | 1                          | 1                           | 4     |
| 3       | Égypte            | 1                      | 1                          | 1                           | 3     |
| 4       | Maroc             | 1                      | 0                          | 2                           | 3     |
| 5       | Sénégal           | 1                      | 0                          | 1                           | 2     |
| 6       | Ghana             | 0                      | 2                          | 5                           | 7     |
| 7       | Cameroun          | 0                      | 2                          | 0                           | 2     |
| 8       | Afrique du Sud    | 0                      | 1                          | 4                           | 5     |
| 9       | Madagascar        | 0                      | 1                          | 2                           | 3     |
| 10      | Côte d'Ivoire     | 0                      | 1                          | 1                           | 2     |
| 11      | Botswana          | 0                      | 1                          | 0                           | 1     |
| 12      | Nigeria           | 0                      | 0                          | 3                           | 3     |
|         | Gabon             | 0                      | 0                          | 1                           | 1     |
| Namibie | 0                 | 0                      | 1                          | 1                           |       |
| Total   | 14 pays médaillés | 12                     | 12                         | 23                          | 47    |

## Délégations
La sélection du Sénégal  participe à cette 10e édition  avec six boxeurs. En effet, la délégation sénégalaise forte de onze membres, comprend 6 boxeurs à savoir Djibril Kandi (coq) , Diallo Abdoulaye (super léger), Mohamed N'Diaye (welter) , Ousmane Niebe Sene (mouche), Djibril falle (super welter) et Pape Sow (léger). Le reste de la délégation est composé de Falle Niokhor (arbitre international A), du Dr Raymond Diouf , de Joseph Diouf (DNT), d'Alexis Tawarez (ENT) et Hamadou N'Doye (président de la fédération).
Les boxeurs algériens participant à la compétition sont : Boualem Reda (48kg) , Hichem Blida (51kg) , Abdelaziz Boulahia (54kg) , Reda Aiboud (57 kg) , Kamel Saci (60kg) , Mohamed Allalou (63,5kg) ,  Benamar Meskine (67kg) , Abdelghani Kenzi (71kg) , Abdelaziz Touilbini (75kg), Mohamed Bahari (81 kg) , Nedjadi Belahouel (91 kg) et Mohamed Azaoui (+91 kg). Le staff technique est composé de Brahim Bedjaoui (entraineur) , Rabah Hamadache (assistant), Omar Kaddour (assistant), le staff médical comprend le docteur Mohamed Soltani et le docteur Mustapha Fahem

## Autres sources
- le quotidien Algerien francophone : DEMAIN L'ALGERIE N° 68 du Lundi  18 mai 1998 page 24 .
- le quotidien Algerien Arabophone : SAWT AL-AHRAR N° 69 du Mardi 19 mai 1998 page 19 .
- le journal Algerien : LE Quotidien D'oran N° 1025 du samedi 16 mai 1998 page 22 .